# 阿尔弗雷德·阿佩尔
阿尔弗雷德·阿佩尔 （英語：Alfred Appel, Jr., 1934年1月31日—2009年5月2日） 是研究弗拉基米尔·弗拉基米罗维奇·纳博科夫的专家，也喜好现代艺术和爵士乐。

## 生平
作为康奈尔大学校友，阿佩尔选择弗拉基米尔·弗拉基米罗维奇·纳博科夫，他的教育被美国陆军参军后被打断，退役之后重新学习，并于1963年在哥伦比亚大学拿到了英语文学博士学位。在哥伦比亚大学教书多年后转入伊利诺伊州西北大学直到2000年退休。
2009年死于心脏衰竭。

## 家庭
阿佩尔妻子是Nina Appel，1983年到2004年在芝加哥洛约拉大学担任法学院院长。他们有两个子女，分别是Karen Oshman和电视编剧理查德·阿佩尔。